# 山田孝堂
山田 孝堂（やまだ こうどう、文化13年（1816年） - 明治27年（1894年）11月14日）は幕末・明治の儒医。懐徳堂中井碩果門下。小野藩医兼帰正館教授、飾磨県学務総宰。

## 生涯

### 江戸時代
文化13年（1816年）播磨国小野に小野藩御用医師二人扶持の子として生まれた。天保期大坂懐徳堂で中井碩果に師事し、泊園書院藤沢東畡にも教えを受けた。20代には経世論・医術を修め、京橋藩邸に塾を開いた。
安政初年江戸に出て昌平黌に寓し、斎藤拙堂の事業に興味を持って伊勢国を訪れたが、藩命により帰郷して藩医となった。安政5年（1858年）6月帯刀を許され、御徒目付役御擬七人扶持となり、年末井上顕碩、真島道伯、神吉敬純等と免血丸を開発した。文久2年（1862年）藩校帰正館教授を兼ね、身分に関わらず医学・漢学を教えた。

### 明治時代
明治維新の際、飾磨県庶務課長として村学設立に当たった。明治5年（1872年）学制発布の際、権大属・学務担当大野尚の依頼で学務総宰となり、県下16郡に各2人の担当者を選び、学校を設立して教員を集め、教則を下達した。また、姫路藩絵師島琴江と『三才図会』を基に動植物・器械の効用・利害を解説する小冊子を作成した。
3年後中学校の完成を見て退官し、加古川宿に退隠し、薬種商を営んだ。嗣子源太郎に家督を譲った後、地元民に読書を教え、また養蚕業による土地開拓を奨励した。明治27年（1894年）11月14日病没した。

## 著書
- 『孝堂先生遺稿』 - 1895年（明治28年）刊[7]。

## 門人
- 高間六甲[8]

## 家族
- 長男：山田源太郎 - 加古川町実業団体九五会設立に参加した[7]。
- 次男：窪田修佐 - 泊園書院藤沢南岳門下。著書に『京都繁昌記』[7]。

晩年妾を取った。